# ISO 732
ISO 732是底片格式的ISO标准。该标准的第二版本规定了127底片、120底片和620底片的胶片、遮光纸及卷轴尺寸。1991年的第三版本取消了过时的127底片以及620底片的规范，并添加了220底片规定。 目前的版本由2000年推出，包含了目前已经被撤销的ISO 1048标准对底片识别的规定。
120底片、220底片以及620底片都有相同的底片宽度，127底片较之略小。这些底片格式及其命名由柯达早于ISO标准组织之前发展。